# Finlandia-díj
A Finlandia-díj Finnország legrangosabb irodalmi díja, melyet évente adnak át a legjobb finn regényért, ifjúsági könyvért és ismertető regényért. A díj összege (2005-ös adat) 26 000 euró (korábban 100 000 finn márka).
A Finlandia-díjat 1984-ben alapították. A Finn Könyvalapítvány adja át, ezzel elismervén az abban az évben legjobbnak ítélt regény íróját. Eredetileg a díjat bármilyen szépirodalmi műfajban el lehetett nyerni, ám 1993 óta csak regények versenyezhetnek a díjért. Ugyanebben az évben megváltoztatták a szabályokat úgy, hogy a nyertest a háromtagú bizottság által megnevezett, 3-6 könyvet tartalmazó listából egy bíró választja ki. A Finlandia-díj Finnország legismertebb irodalmi díja.
Régebben a díjat a szabályok szerint csak finn állampolgár kaphatta meg, azonban a szabályokat 2010-ben megváltoztatták, amikor a finn nyelven író szlovák írónő, Alexandra Salmela bekerült a jelöltek közé. Az új szabályoknak megfelelően bármely, arra érdemes finn regény megkaphatja a díjat, írója állampolgárságától függetlenül.
A díj eredetileg 100 000 finn márkás, majd 26 000 eurós pénzjutalommal járt. 2008-ra a pénzjutalom mértéke elérte a 30 000 eurót.
A Finlandia-díj mellett 1989 óta évente kiosztják a finn tudományos és tankönyvek kategóriájában a Tudományos Finlandia (Tieto-Finlandia)-díjat , valamint 1997 óta a Finlandia Junior-díjat a finn gyermek- és ifjúsági irodalom kategóriájában is. Mindkét díj, akárcsak a rendes Finlandia-díj, 30 000 eurós pénzjutalommal jár.
1984 óta emellett évente kiosztásra kerül a Pikku- („kis”) Finlandia-díj is, amelyért érettségizők és más, középfokú képzésben résztvevők indulhatnak egy irodalmi esszépályázat keretében. Ennek a versenynek a szervezői az  Äidinkielen opettajain liitto (Anyanyelvi tanárok szövetsége) és a  Svenska modersmållärarföreningen i Finland. Az első helyezett 800 eurós pénzjutalomban, valamint az adott évi Finlandia-díjra jelölt könyvek egy-egy példányában részesül.

## Díjazottak
| Év   | Szerző             | Regény                                  | Magyar cím                      | Nyelv |
| ---- | ------------------ | --------------------------------------- | ------------------------------- | ----- |
| 1984 | Erno Paasilinna    | Yksinäisyys ja uhma                     |                                 | Finn  |
| 1985 | Jörn Donner        | Far och son                             |                                 | Svéd  |
| 1986 | Sirkka Turkka      | Tule takaisin, pikku Sheba              |                                 | Finn  |
| 1987 | Helvi Hämäläinen   | Sukupolveni unta                        |                                 | Finn  |
| 1988 | Gösta Ågren        | Jär                                     |                                 | Svéd  |
| 1989 | Markku Envall      | Samurai nukkuu                          |                                 | Finn  |
| 1990 | Olli Jalonen       | Isäksi ja tyttäreksi                    |                                 | Finn  |
| 1991 | Arto Melleri       | Elävien kirjoissa                       |                                 | Finn  |
| 1992 | Leena Krohn        | Matemaattisia olioita tai jaettuja unia |                                 | Finn  |
| 1993 | Bo Carpelan        | Urwind                                  |                                 | Svéd  |
| 1994 | Eeva Joenpelto     | Tuomari Müller, hieno mies              |                                 | Finn  |
| 1995 | Hannu Mäkelä       | Mestari                                 |                                 | Finn  |
| 1996 | Irja Rane          | Naurava neitsyt                         |                                 | Finn  |
| 1997 | Antti Tuuri        | Lakeuden kutsu                          |                                 | Finn  |
| 1998 | Pentti Holappa     | Ystävän muotokuva                       |                                 | Finn  |
| 1999 | Kristina Carlson   | Maan ääreen                             |                                 | Finn  |
| 2000 | Johanna Sinisalo   | Ennen päivänlaskua ei voi               |                                 | Finn  |
| 2001 | Hannu Raittila     | Canal Grande                            |                                 | Finn  |
| 2002 | Kari Hotakainen    | Juoksuhaudantie                         |                                 | Finn  |
| 2003 | Pirkko Saisio      | Punainen erokirja                       |                                 | Finn  |
| 2004 | Helena Sinervo     | Runoilijan talossa                      |                                 | Finn  |
| 2005 | Bo Carpelan        | Berg                                    |                                 | Svéd  |
| 2006 | Kjell Westö        | Där vi en gång gått                     | Ahol egykor jártunk             | Svéd  |
| 2007 | Hannu Väisänen     | Toiset kengät                           |                                 | Finn  |
| 2008 | Sofi Oksanen       | Puhdistus                               | Tisztogatás                     | Finn  |
| 2009 | Antti Hyry         | Uuni                                    |                                 | Finn  |
| 2010 | Mikko Rimminen     | Nenäpäivä                               |                                 | Finn  |
| 2011 | Rosa Liksom        | Hytti nro 6                             |                                 | Finn  |
| 2012 | Ulla-Lena Lundberg | Is                                      |                                 | Svéd  |
| 2013 | Riikka Pelo        | Jokapäiväinen elämämme                  |                                 | Finn  |
| 2014 | Jussi Valtonen     | He eivät tiedä mitä tekevät             | Nem tudják, mit cselekszenek    | Finn  |
| 2015 | Laura Lindstedt    | Oneiron                                 |                                 | Finn  |
| 2016 | Jukka Viikilä      | Akvarelleja Engelin kaupungista         |                                 | Finn  |
| 2017 | Juha Hurme         | Niemi                                   |                                 | Finn  |
| 2018 | Olli Jalonen       | Taivaanpallo                            |                                 | Finn  |
| 2019 | Pajtim Statovci    | Bolla                                   |                                 | Finn  |
| 2020 | Anni Kytömäki      | Margarita                               | Margarita                       | Finn  |
| 2021 | Jukka Viikilä      | Taivaallinen vastaanotto                | Mennyei fogadtatás              | Finn  |
| 2022 | Iida Rauma         | Hävitys: Tapauskertomus                 |                                 | Finn  |
| 2023 | Sirpa Kähkönen     | 36 uurnaa: Väärässä olemisen historia   | 36 urna – Egy tévedés története | Finn  |
| 2024 | Pajtim Statovci    | Lehmä synnyttää yöllä                   |                                 | Finn  |

Megjegyzés: a "magyar cím" lehet a magyar nyelven már megjelent mű címe, de akár csak az eredeti cím fordítása is.

## Fordítás
Ez a szócikk részben vagy egészben  a   Finlandia-palkinto című finn Wikipédia-szócikk ezen változatának fordításán alapul.  Az eredeti cikk szerkesztőit annak laptörténete sorolja fel. Ez a jelzés csupán a megfogalmazás eredetét és a szerzői jogokat jelzi, nem szolgál a cikkben szereplő információk forrásmegjelöléseként.